# Christopher Hampton
Christopher James Hampton (* 26. ledna 1946) je britský scenárista a dramatik narozený na Azorských ostrovech. Nejvíce proslul scénářem k filmu Nebezpečné známosti z roku 1988, za nějž získal Oscara za nejlepší adaptovaný scénář (šlo o adaptaci stejnojmenné novely Pierre Choderlose de Laclose). Nominován na sošku akademie byl v této kategorii rovněž za scénář k filmu Pokání (tentokrát adaptoval román Iana McEwana).

## Dílo

### Dramata
- 1964 – When Did You Last See My Mother?
- 1967 – Total Eclipse (Úplné zatmění)
- 1969 – The Philanthropist
- 1973 – Savages (Divoši) [1]
- 1975 – Treats
- 1984 – Tales From Hollywood (povídky z Hollywoodu) - fiktivní příběh o tom, co by se stalo, kdyby rakouský dramatik Ödön von Horváth tragicky nezemřel v Paříži, ale odešel do Los Angeles kde by se mohl setkat s Bertoldem Brechtem a bratry Mannovými. V roce 1992 zpracováno pro Český rozhlas, překlad a rozhlasová úprava: Vladimíra Smočková, dramaturgie: Jan Kolář, režie: Ladislav Smoček, osoby a obsazení: Ödön von Horváth (Petr Čepek), Thomas Mann (Svatopluk Beneš), Heinrich Mann (Ota Sklenčka), Nelly, jeho žena (Alena Vránová), Helen Schwartzová (Lucie Trmíková), Bertolt Brecht (Jiří Adamíra), Money (Alois Švehlík), Salka Viertlová (Helga Čočková), Marta Feuchtwangerová (Eva Klepáčová), Vypravěč (František Němec) a další.[2]
- 1991 – White Chameleon (Bílý chameleón)[3]
- 1994 – Alice's Adventures Under Ground
- 2002 – The Talking Cure
- 2012 – Appomattox

### Filmové scénáře
- 1988 Nebezpečné známosti (Dangerous Liaisons) americko-anglický film oceněný třemi Oscary. Režie: Stephen Frears, hrají: Glenn Close, John Malkovich, Michelle Pfeifferová, Keanu Reeves, Uma Thurman.[4]
- 2007 Pokání (Atonement)[5]